# Kolonializem
Kolonializem je po najbolj splošni opredelitvi določena vrsta odnosov med človeškimi skupnostmi, ti odnosi pa temeljijo na popolni neenakopravnosti, so hierarhizirani tako, da ena človeška skupnost uveljavi nadzor ali neposredno oblast nad drugo skupnostjo ali večjim številom skupnosti. Pri čemer gospodujoči razred vladajoče globalne družbe opredeljuje take odnose.
Kolonializem je sicer izrazito družboslovni pojem, ki je pogosto uporabljen tudi za opredelitev določenega zgodovinskega obdobja v zgodovinski vedi. Četudi o tem potekajo vnete razprave, je vendarle mogoče trditi, da kolonializem ni zaključen proces in je njegove elemente mogoče opaziti tudi v sodobnem času.

## Zvrsti kolonializma in kolonizacije
Kolonializem in kolonizacija sta različna pojava, ki pa sta lahko med seboj prepletena. Kolonizacija je neposredna naselitev obvladanega prostora, ne glede na njegovo poseljenost, medtem ko je kolonializem posredno vsiljena oblast, ki praviloma ne uveljavlja politike fizičnega in le deloma stremi za kulturnim uničenjem avtohtonega prebivalstva. V nekem smislu se pojava zlasti od 15. stoletja naprej dopolnjujeta.
Tako lahko govorimo o treh temeljnih zvrsteh kolonializma oziroma kolonizacije:
- Prva izhaja iz najbolj brutalnega odnosa do prebivalstva, na katero so kolonialisti naleteli na ozemljih želenega naseljevanja. Naseljenci so staroselsko prebivalstvo fizično uničili, da bi napravili prostor za novo naselitev. Govorimo torej o genocidu.
- Druga zvrst je manj skrajna in opisuje razmere, ko so osvajalci ali kolonizatorji skušali staroselsko prebivalstvo privoliti k delu v okviru družbenogospodarskega sistema, ki so jim ga vsilili. Uveljavili so lastno ideologijo, uničevali staroselsko kulturo in sisteme vrednot. Ta zvrst je oblika etnocida in je značilna za misijonarsko vnemo oziroma vsiljevanje krščanstva.
- Tretji tip sodi nekako med prvi dve. Kolonizirano ljudstvo je kolonialna sila obvladovala s pomočjo najrazličnejših modalitet oziroma usklajevanj v odnosu do družbenogospodarskih in kulturnih sistemov. To je bilo značilno za območja, kamor niso bili usmerjeni tokovi neposrednega evropskega doseljevanja.

Analitično lahko govorimo tudi o posrednem in neposrednem kolonializmu. V slednjem primeru kolonialna metropola ni skrivala svoje dominacije (primer Alžirije, medtem ko se v drugem primeru dominacija skriva za različnimi protektorati (zlasti značilno za angleški kolonializem) in izsiljuje kolonialni odnos z neenakopravnimi pogodbami (primer Kitajske).

## Obdobja kolonializma
Kolonializem je prešel številna obdobja, ki jih je sicer težko natančno ločiti, prav tako pa opredeliti. Govorimo lahko, denimo, o klasičnem kolonializmu, ki je bil značilen za starodavno Grčijo, toda v sodobnem pomenu besede kolonializem označuje predvsem evropski kolonializem, torej dominacijo Evrope in širjenje vpliva evropskih kolonialističnih držav. Sledeč taki opredelitvi je mogoče identificirati tri ključna obdobja:
- Prvo se začenja z velikimi geografskimi odkritji na prelomu 15. in 16. stoletja. Začne se z iskanjem poti v Indijo, ki jo je prekinil Otomanski imperij. Tako je bila odkrita Amerika. Za to obdobje je najpomembnejše obvladovanje morskih poti, nastajale so obmorske postojanke.
- Drugo obdobje se začenja z dekolonizacijo Amerike. To je obdobje dograjevanja mnogih imperijev, kar je bilo značilno zlasti za Združeno kraljestvo in Francijo v Aziji in Afriki. To je obdobje tako imenovanega imperializma. Prihaja do deformacije kolonij, v smislu, da so razvoj povsem diktirale kolonialne metropole.
- Tretje obdobje je teže časovno določiti, zanj pa je značilen proces širjenja režima samouprave in končne formalne neodvisnosti in suverenosti številnih kolonij. Vendar ostanejo prisotne oblike odvisnosti in povezanosti. To obdobje je poimenovano tudi neokolonializem, ki temelji predvsem na dominaciji transnacionalnih družb, ki so jedro sodobnega kapitalističnega sistema.

## Kolonializem danes
Čeprav danes ni mogoče govoriti o enakem kolonializmu, kot mu je bilo človeštvo priča še v 20. stoletju, je mogoče opaziti dramatične posledice. Ideološka opravičila kolonializma so upravičevala evropsko dominacijo in celo poudarjala prednosti, ki naj bi jih bila iz razmerja odvisnosti deležna neevropska ljudstva. Tako so nastali dihotomični pogledi na človeštvo, ki je s te perspektive razdeljeno med civilizirane in divjake, na kulturne in nekulturne, na večvredne in manjvredne rase. Ideloška opravičila so še danes tesno povezana z rasnimi in rasističnimi teorijami. Prav tako pa je še nedokončano obdobje neokolonializma, ki se ne veže toliko na dominacijo kolonialne metropole kot na dominacijo oziroma vpliv transnacionalnih družb.
Razmišljanja o kolonializmu se sedaj povezujejo z izobraževalnimi ustanovami, networking povezavami in investiranjem in sponzoriranjem za družbo pomembnih dejavnosti. Avtonomno izobraževanje, še posebej univerzitetno, je izrazito odvisno od akademske avtonomije in finančne podprtosti, ki je praviloma v počasnem porastu. V smislu povezav med državami glede nekdanje kolonialne preteklosti je neizbrisna povezava ravno v izobraževalnem smislu, saj so tradicije vsaj za nekaj generacij prepletene še posebej v smislu pravnih tradicij. Korporativizem pomaga pri premagovanju tovrstnih prepadov, saj so vsi iskalci boljših plač motivirani, da osvojijo kulturno drugačno razmišljanje.
Neokolonializem kot očitek oziroma fenomen nepreseganja relacij do kolonialnega "gospodarja" je sedaj presežen z globalizmom, torej pojavom, da prevladujoča kultura preko trženja in proizvajanja svojih idej oblikuje cel svet hkrati.

## Postkolonializem
Nekdanje kolonije ob samoupravi, suverenosti in pravnem razvoju so teoretično vedno prisiljene v obravnavo nasledstva oziroma podreditve drugim kulturnim, političnim, pravnim in zgodovinskim dejavnikom kolonizatorja. Nasledstvo vrednot, razmišljanj in stvaritev, ki so nastale kot neposredna posledica kulturnega učenja in vsiljenih razmer zaznamuje generacije in lahko pomembno oblikuje družbeni sistem za daljši čas po ukinitvi kolonizacije.
Navzven je poseg viden kot videnje kolonizatorjev kot večvrednih ali bolj sposobnih, celo bolj kultiviranih ali bolj civiliziranih. Suženjski odnosi postanejo lahko bolj sprejemljivi, opustitev prej urejenih pravnih odnosov zamenja samovolja, medicinski dosežki se ohranjajo kot zapuščina kolonizatorjev.
Kolonije so po opustitvi prejele tudi izredno pozitivne prednosti. Kolonizatorji so praviloma ohranili mnoge lokalne običaje in razmerja, posegi so praviloma bili namenjeni le administrativni ali ekonomski učinkovitosti pri izrabi kolonij. Nasledstvo je tako praviloma izboljšalo gospodarstvo. Pretok prebivalstva in dobrin je povečalo rizik novih bolezni, a prinašalo nove tehnologije, kar je izboljšalo vojne zmožnosti prebivalstva. Vzdrževanje gospodarskih stikov z nekdanjimi kolonijami je izboljšalo trgovino, hitrejši je bil tako pretok medicinskih in tehnoloških inovacij.

Kolonizacija v diskurzu se pričenja sklicevati na rasizem, kar je še posebej očitno pri izrazu negritude, kot ga pričenja uporabljati Aime Cesaire in še nekateri drugi pomembni mladi študenti. Skupina kolonizatorjev se tako zavzema za pravice manjšin v okviru nepravične pravne ureditve kolonij ali prebivalcev kolonij. Aime Cesaire se predvsem opira na povezavo osamosvojitve Haitija in francoske revolucije pri borbi za človekove in državljanske pravice temnopoltih. Z znanjem o revoluciji v Haitiju se opira na večjo enakost temnopoltega prebivalstva, ki so še vedno oklicani kot "nigre". Gibanje je pomembno, saj ima med pristaši tudi kasnejšega predsednika Senegala, pa tudi zaradi kasnejše širitve v ZDA in druge kulture. 
"Rekel sem - in to je velika razlika -, da je kolonizatorska Evropa cepila moderno zlorabo na nekdanjo krivičnost; gnusni rasizem na staro neenakost. Če me obtožujejo zaradi namena in ne dejanj, trdim, da je kolonizatorska Evropa nepoštena, ko si prizadeva a posteriori upravičiti koloniziranje z očitnim materialnim napredkom, ki so ga med kolonialnim režimom ustvarili na nekaterih področjih - nepričakovana mutacija je namreč vedno mogoča, tako v zgodovini kakor drugje; da nihče ne ve kakšen bi bil materialni napredek teh dežel, če Evropa ne bi bila posegla vmes; da tehnična opremljenost, administrativna reorganizacija, skratka, "evropeizacija" Afrike in Azije, nikakor nista bili - to dokazuje Japonska - povezani z evropsko okupacijo; da bi moglo biti evropeiziranje neevropskih držav tudi drugačno, ne pod škornjem Evrope; da se je to evropeiziranje začelo že prej; da ga je Evropa zmaličila, ko se ga je polastila.
Dokaz je to, da zdaj domačini Afrike in Azije zahtevajo šole, kolonizatorska Evropa pa jim jih noče dati; da Afričan zahteva pristanišča in ceste in da Evropa pri tem skopari; da hoče koloniziranec naprej in da ga kolonizator vleče nazaj."